# Roxy Music
A Roxy Music egy brit rock együttes volt Newcastleból. Az együttest 1970-ben alapította Bryan Ferry. Az 1972-ben megjelent Roxy Music, az 1973-ban megjelent For Your Pleasure, és az 1974-ben kiadott Country Life című albumaik szerepelnek az 1001 lemez, amit hallanod kell, mielőtt meghalsz című könyvben. 2019-ben az együttest beiktatták a Rock and Roll Hall of Fame-be.

## Diszkográfia
- Roxy Music (1972)
- For Your Pleasure (1973)
- Stranded (1973)
- Country Life (1974)
- Siren (1975)
- Manifesto (1979)
- Flesh and Blood (1980)
- Avalon (1982)

## Fordítás
- Ez a szócikk részben vagy egészben  a   Roxy Music című angol Wikipédia-szócikk fordításán alapul.  Az eredeti cikk szerkesztőit annak laptörténete sorolja fel. Ez a jelzés csupán a megfogalmazás eredetét és a szerzői jogokat jelzi, nem szolgál a cikkben szereplő információk forrásmegjelöléseként.